# Jean Stuhl
Jean Stuhl, né le 26 avril 1862 à Haspelchiedt-Bitche (Moselle) et mort le 23 novembre 1942 à Paris (Seine), est un général et homme politique français

## Biographie
Fils de cultivateur de la Moselle, ainée de cinq enfants, il fait ses études au collège de Bitche et s'engage dès l'âge de 18 ans, en 1880, dans la Légion étrangère faisant une campagne en Algérie, montant en grade jusqu'en 1885 où au grade de sergent-fourrier, il passe au 2e régiment étranger d'infanterie lors de sa recréation et participe à l'expédition du Tonkin puis à son occupation. Il quitte la Légion en 1888 pour rejoindre le 11e bataillon de chasseurs à pied comme sous-lieutenant. Il intègre ensuite le 144e régiment d'infanterie avec le grade lieutenant en 1890 et en 1895 il entre dans le 2e régiment de tirailleurs algériens comme capitaine où il sert à nouveau en Algérie. En 1898, il rentre au 39e régiment d'infanterie puis en 1901 il rentre dans le 92e régiment d'infanterie. Il devient commandant en 1907 puis lieutenant-colonel en 1913.
Durant la Première Guerre mondiale, il sert d'abord au 19e régiment d'infanterie puis est rapidement promu colonel en août 1914 au 219e régiment d'infanterie. Il est aussi promu au grade de commandeur de la Légion d'honneur. Après l'Armistice, il est nommé gouverneur de Sarrebruck puis obtient un commandement dans le pays rhénan.
Il prend sa retraite en août 1919 et devient conseiller général du canton de Bitche, puis sénateur de la Moselle en 1920 sur la liste de l'Union républicaine lorraine et siège dans le groupe de l'Union nationale, républicaine et sociale. Il siège à la commission des finances, où il est rapporteur du budget des pensions. En tant que général de brigade de réserve depuis 1923, il est fait grand-officier de la Légion d'honneur en 1933. Il ne se représente pas en 1937 au conseil général. Le 10 juillet 1940, il ne prend pas part au vote des pleins pouvoirs au maréchal Pétain et proteste contre l'annexion de fait de l'Alsace-Lorraine par l'Allemagne nazie.

## Décorations
- Grand officier de la Légion d'honneur (30 décembre 1933)
- Commandeur de la Légion d'honneur (14 avril 1917)
- Officier de la Légion d'honneur (20 novembre 1914)
- Chevalier de la Légion d'honneur (30 décembre 1896)
- Médaille commémorative de l'expédition du Tonkin
- Médaille coloniale (Pour l'Algérie)
- Chevalier de l'Ordre du Dragon d'Annam

## Sources
- « Jean Stuhl », dans le Dictionnaire des parlementaires français (1889-1940), sous la direction de Jean Jolly, PUF, 1960 [détail de l’édition]
- Dir. Jean El Gammal, François Roth et Jean-Claude Delbreil, Dictionnaire des Parlementaires lorrains de la Troisième République, Metz, Serpenoise, 2006 (ISBN 2-87692-620-2, OCLC 85885906, lire en ligne), p. 314-315